# Československá hokejová reprezentace v sezóně 1938/1939
Československá hokejová reprezentace v sezóně 1938/1939 sehrála celkem 14 zápasů.

## Přehled mezistátních zápasů
| Pořadí | Datum            | Soupeř         | Výsledek                              | Soutěž                  | Místo utkání |
| ------ | ---------------- | -------------- | ------------------------------------- | ----------------------- | ------------ |
| 129.   | 4. prosince 1938 | Švýcarsko      | 1:3 (0:2, 0:1, 1:0)                   | přátelsky               | Basilej      |
| 130.   | 9. prosince 1938 | Švýcarsko      | 0:1 (0:0, 0:0, 0:1)                   | přátelsky               | Praha        |
| 131.   | 12. ledna 1939   | Kanada         | 0:3 (0:1, 0:2, 0:0)                   | přátelsky               | Praha        |
| 132.   | 3. února 1939    | Jugoslávie     | 24:0 (10:0, 7:0, 7:0)                 | Mistrovství světa 1939  | Curych       |
| 133.   | 4. února 1939    | Lotyšsko       | 9:0 (3:0, 3:0, 3:0)                   | Mistrovství světa 1939  | Curych       |
| 134.   | 5. února 1939    | Švýcarsko      | 0:1 (0:0, 0:1, 0:0)                   | Mistrovství světa 1939  | Curych       |
| 135.   | 7. února 1939    | Německo        | 1:1pp (0:0, 1:0, 0:1 – 0:0, 0:0, 0:0) | Mistrovství světa 1939  | Curych       |
| 136.   | 8. února 1939    | Kanada         | 1:2 (1:0, 0:0, 0:2)                   | Mistrovství světa 1939  | Curych       |
| 137.   | 9. února 1939    | Velká Británie | 2:0 (1:0, 1:0, 0:0)                   | Mistrovství světa 1939  | Curych       |
| 138.   | 10. února 1939   | USA            | 0:1pp (0:0, 0:0, 0:0 – 0:1)           | Mistrovství světa 1939  | Curych       |
| 139.   | 11. února 1939   | Kanada         | 0:4 (0:0, 0:1, 0:3)                   | Mistrovství světa 1939  | Basilej      |
| 140.   | 12. února 1939   | Švýcarsko      | 0:0pp (0:0,0:0,0:0 - 0:0,0:0,0:0)     | Mistrovství světa 1939  | Curych       |
| 141.   | 17. února 1939   | USA            | 0:0                                   | přátelsky               | Praha        |
| 142.   | 5. března 1939   | Švýcarsko      | 0:2 (0:0, 0:1, 0:1)                   | Mistrovství Evropy 1939 | Basilej      |

## Bilance sezóny 1938/39
| Soupeř         | Zápasy | Výhry | Remízy | Prohry | Skóre |
| -------------- | ------ | ----- | ------ | ------ | ----- |
| Jugoslávie     | 1      | 1     | 0      | 0      | 24:0  |
| Kanada         | 2      | 0     | 0      | 2      | 1:6   |
| Lotyšsko       | 1      | 1     | 0      | 0      | 9:0   |
| Německo        | 1      | 0     | 1      | 0      | 1:1   |
| Švýcarsko      | 5      | 0     | 1      | 4      | 1:7   |
| USA            | 2      | 0     | 1      | 1      | 0:1   |
| Velká Británie | 1      | 1     | 0      | 0      | 2:0   |
| Celkem         | 13     | 3     | 3      | 7      | 38:15 |

## Další zápas reprezentace
| Datum          | Soupeř | Výsledek            | Soutěž    | Místo utkání |
| 26. ledna 1939 | Berlín | 5:1 (0:1, 3:0, 2:0) | přátelsky | Praha        |

## Přátelské mezistátní zápasy
Československo –  Švýcarsko 1:3 (0:2, 0:1, 1:0)
4. prosince 1938 – Basilej

Branky Československa: 55. Ladislav Troják.

Branky Švýcarska: 3. Heini Lohrer, 7. Richard Torriani, 1:3 Ferdinand Cattini.

Rozhodčí: Fritz Kraatz (SUI), Charles Fasel (SUI)

Vyloučení: 0:0
ČSR: Bohumil Modrý – Vilibald Šťovík, František Pácalt – Ladislav Troják, Josef Maleček, Oldřich Kučera – František Pergl, Viktor Lonsmín, Jaroslav Císař.
Švýcarsko: Hugo Müller – Alberto Geromini, Christian Badrutt - Richard Torriani, Hans Cattini, Ferdinand Cattini – Charles Kessler, Heini Lohrer, Herbert Kessler.
 Československo –  Švýcarsko 0:1 (0:0, 0:0, 0:1)
9. prosince 1938 – Praha

Branky Švýcarska: 24. Richard Torriani.

Rozhodčí: Josef Hermann (TCH), Bohumil Steigenhöfer (TCH)

Vyloučení: 1:5 (využití 0:0)
ČSR: Bohumil Modrý – Vilibald Šťovík, František Pácalt (Jan Michálek) – Oldřich Hurych, Zdeněk Jirotka, Drahoš Jirotka – Alois Cetkovský, Jaroslav Drobný, Viktor Lonsmín - František Pergl. 
Švýcarsko: Hugo Müller – Alberto Geromini, Hans Trauffer - Heini Lohrer, Richard Torriani, Ferdinand Cattini – Ervin Adank, Othmar Delnon, Beat Rüedi.
 Československo –  Kanada 0:3 (0:1, 0:2, 0:0)
12. ledna 1938 – Praha

Branky Kanady: 4. Richard Kowcinak, 16. Bunny Dame, 27. Ab Cronie.

Rozhodčí: Gustav Josek (TCH), Karel Kolář (TCH)

Vyloučení: 1:3 (využití 0:0)
ČSR: Bohumil Modrý (16. Jiří Hertl) – Vilibald Šťovík, Jan Michálek, Josef Trousílek – Ladislav Troják, Josef Maleček, Oldřich Kučera – Oldřich Hurych, Zdeněk Jirotka, Jaroslav Císař – František Pergl, Jaroslav Drobný, Viktor Lonsmín.
Kanada: Duke Scodellero – Thomas Johnston, Mel Snowden, James Haight – James Morris, John McCready, Richard Kowcinak – Joseph Benoit, Ab Cronie, Bunny Dame.
 Československo –  USA 0:0
17. února 1939 – Praha

Rozhodčí: Jaroslav Kladrubský (TCH), Gustav Josek (TCH)

Vyloučení: 2:2 (využití 0:0)
ČSR: Bohumil Modrý – František Pácalt, Vilibald Šťovík – Ladislav Troják, Josef Maleček, Oldřich Kučera – František Pergl, Jaroslav Drobný, Viktor Lonsmín.
USA: Edward Maki – Alfred Van, Spencer Wagnhild – Leonard Saari, Ed Nicholson, George Quirk – Richard Maley, Arthur Bogue, Ralph Dondi – Thomas Leaky.

## Další zápas reprezentace
Československo –  Berlín 5:1 (0:1, 3:0, 2:0)
26. ledna 1939 – Praha

Branky Československa: 20. Oldřich Kučera, 21. Josef Maleček, 26. František Pergl, 40. Oldřich Kučera, 44. Oldřich Kučera.

Branky Berlín: 6. Roman Kessler.

Rozhodčí: Jan Krásl (TCH), Erich Römer (GER) 
ČSR: Jiří Hertl - František Pácalt, Jan Michálek (Vilibald Šťovík) - Ladislav Troják, Josef Maleček, Oldřich Kučera - František Pergl, Alois Cetkovský, Jaroslav Císař.
Berlín: Josef Wurm - Klitz, Günther Kelch (Kollecker) - Paul Trautmann, Roman Kessler, Anton Wiedemann - Proksch, Hans Ertl, Reinhardt Hillmann.